# ورزشگاه بوکا آرنا
ورزشگاه بوکا آرنا (به ترکی استانبولی: Buca Arena) یک ورزشگاه فوتبال در ترکیه است که در Buca واقع شده‌است.